# Østrup Sogn

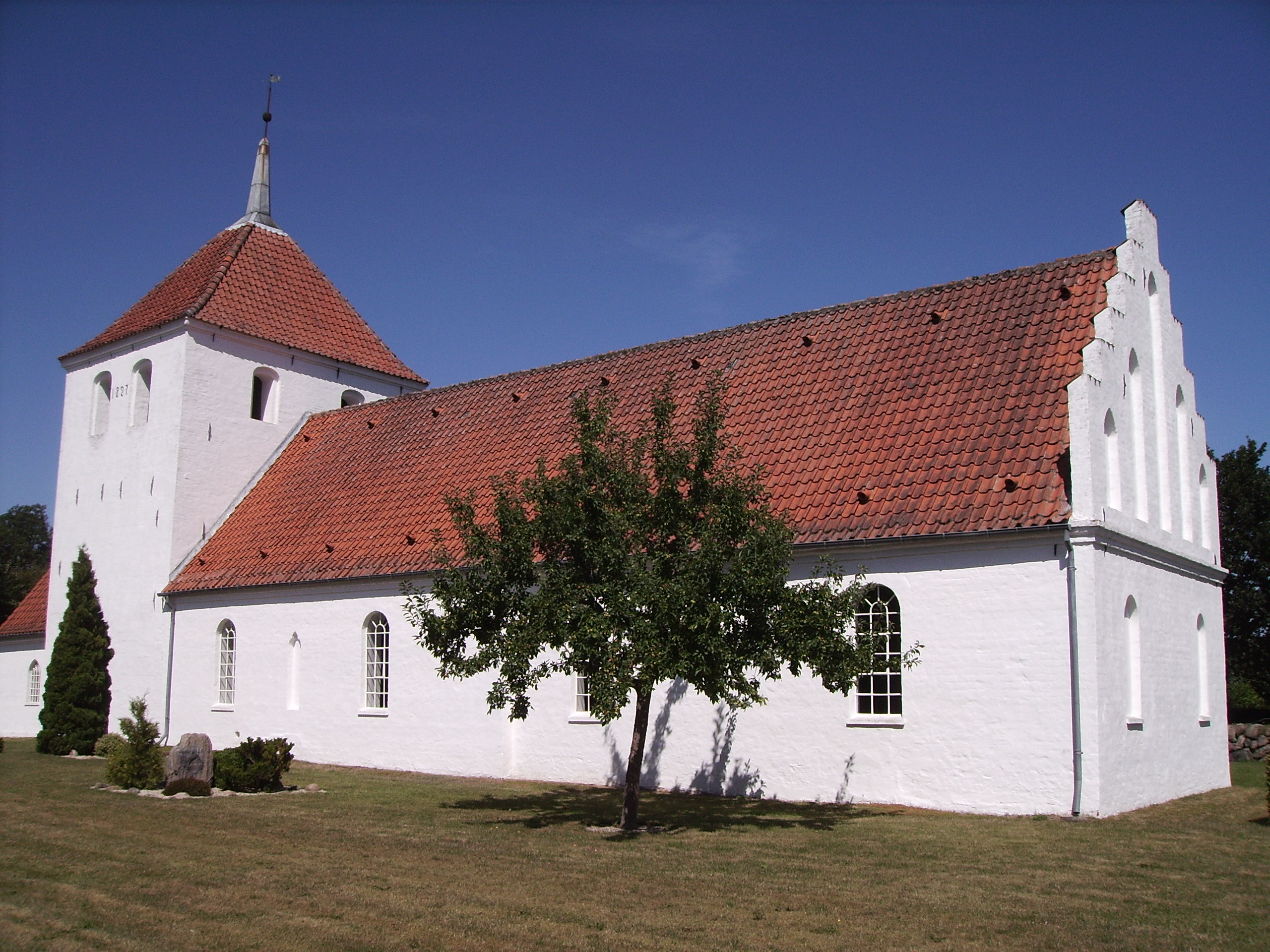
Østrup Kirke

Østrup Sogn ist eine Kirchspielsgemeinde (dän.: Sogn)
auf der Insel Fyn (dt.: Fünen)
im südlichen Dänemark. Bis 1970 gehörte sie zur Harde Lunde Herred im damaligen Odense Amt, danach zur Otterup Kommune im Fyns Amt, die im Zuge der Kommunalreform zum 1. Januar 2007 in der Nordfyns Kommune in der Region Syddanmark aufgegangen ist.
Im Kirchspiel leben 474 Einwohner, davon 262 im Kirchdorf (Stand: 1. Januar 2023). Im Kirchspiel liegt die Kirche „Østrup Kirke“.
Nachbargemeinden sind im Westen Lunde Sogn, im Norden Otterup Sogn, im Nordosten Skeby Sogn, ferner in der südlich benachbarten Odense Kommune im Südosten Fredens Sogn und im Süden Lumby Sogn.